# Caproni Ca.311
Caproni Ca.311 bio je laki bombarder-izviđač proizvođen u Italiji prije i tijekom Drugog svjetskog rata. Bio je dio velike obitelji Caproni dizajna izvedenih iz prototipa putničkog zrakoplova Ca.306 iz 1935. godine. Sam avion izravna je modifikacija bombardera Caproni Ca.310. Kao i kod drugih srodnih vrsta, bilo je slobodno-noseći jednokrilac s konvencionalnim podvozjem. Avion je imao uvlačivo glavno podvozje a glavna razlika od svog prethodnika bila je pomaknuta kupola na gornjem dijelu trupa na poziciju odmah iza pilotske kabine. Od 1940. do kraja te godine avion je u potpunosti zamijenio IMAM Ro.37.

## Inačice
- Ca.311 – dvomotorni izviđač-bombarder.
- Ca.311M – modificirana inačica.

## Korisnici
- Zrakoplovstvo NDH
- Regia Aeronautica

## Tehničke karakteristike (Ca.311)
Osnovne karakteristike
- dužina: 11,74 m
- raspon krila: 16,20 m
- površina krila: 38,4 m2
- visina: 3,69 m

Letne karakteristike
- najveća brzina: 307 km/h
- dolet: 1.600 km
- motor: Piaggio P.VII zvjezdasti motor

## Vanjske poveznice
- http://wmilitary.neurok.ru/caproni.ca311.html  Arhivirana inačica izvorne stranice od 3. lipnja 2008. (Wayback Machine)